# Гантер, Крис
Кри́стофер Росс (Крис) Га́нтер (англ. Christopher Ross "Chris" Gunter; род. 21 июля 1989[…], Ньюпорт) — валлийский футболист, защитник клуба «Уимблдон». Бывший игрок сборной Уэльса. Один из лидеров сборной Уэльса по количеству сыгранных матчей (109).

## Клубная карьера

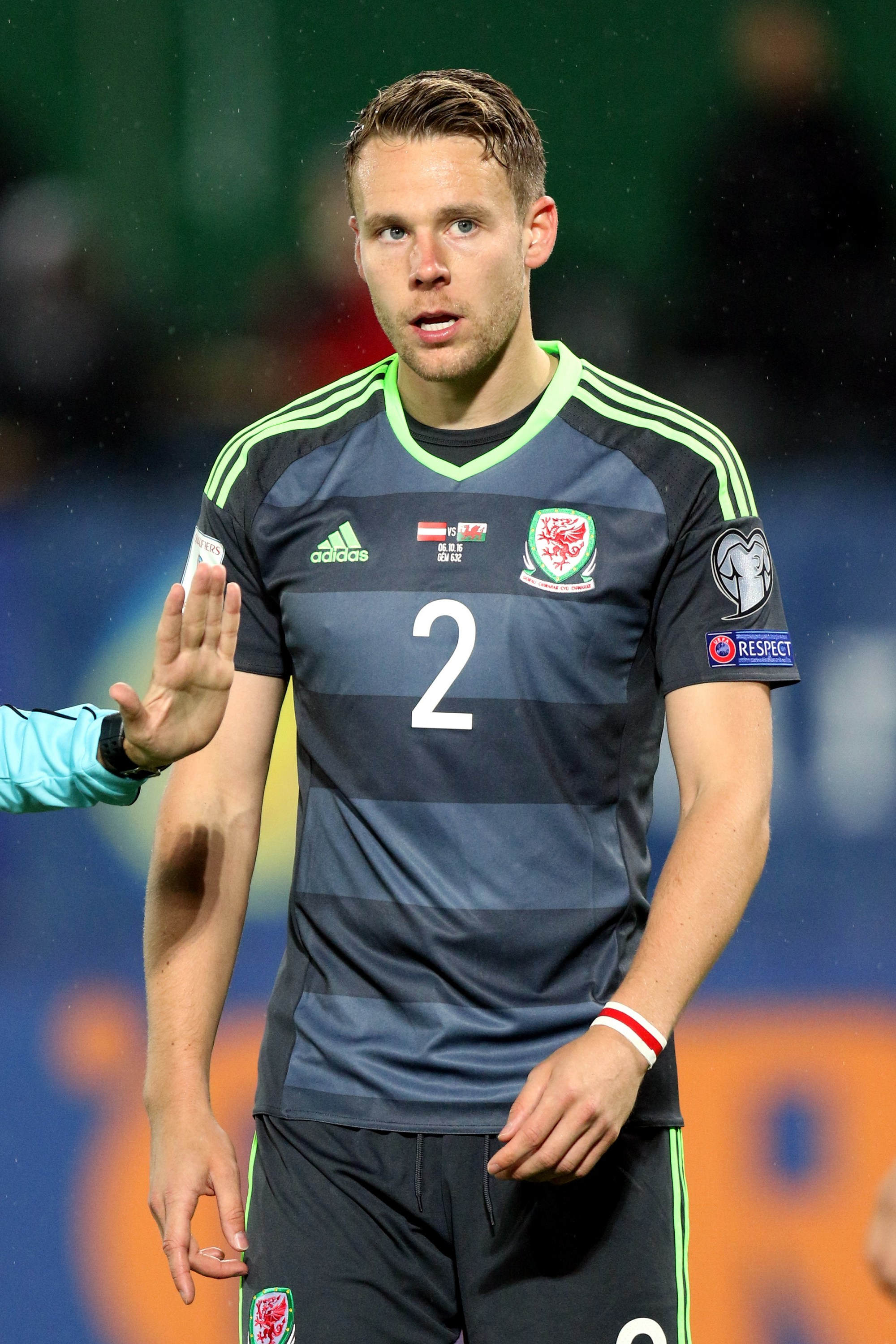
2016 год

### «Кардифф Сити»
Крис Гантер делал свои первые шаги в футболе в клубах «Дарем Кольтс» и «Альбион Роверс» на позиции нападающего, однако попав в юниорский состав «Кардифф Сити» он сменил своё амплуа на защитника, в качестве которого он выступает преимущественно на правом фланге обороны.
1 августа 2006 года он, вместе с другим выпускником Академии футбола «Кардифф Сити» Дарси Блейком, подписал свой первый профессиональный контракт с этим клубом. Дебютный выход на поле Гантера за клуб состоялся 22 августа 2006 года в матче Кубка Лиги против «Барнета».
Проведя ряд запоминающихся матчей в основном составе «Кардиффа» из-за травм ведущих игроков линии защиты, в марте 2007 года Гантер получил звание «Новичок года» Футбольной лиги Англии. В связи с этим, к Крису проявил интерес клуб Премьер-лиги «Эвертон», направивший два предложения о покупке игрока, однако оба были отклонены.

### «Тоттенхэм Хотспур»
21 декабря 2007 года было обнародовано заявление «Кардиффа» о достигнутой договоренности с представителями «Тоттенхэм Хотспур» о размере компенсации за переход Гантера в этот клуб. «Кардифф» сообщил, что Тоттенхэм «согласился с их оценочной стоимостью игрока», которая предварительно была озвучена в размере 4 миллионов фунтов стерлингов. 22 декабря Гантер прошёл медицинское освидетельствование на Уайт Харт Лейн с целью оформления перехода. Окончательно трансфер на сумму 3 миллиона был оформлен 24 декабря, и Крис присоединился к своему новому клубу с открытием 1 января 2008 года «трансферного окна». Свой первый матч за «Шпор» Гантер сыграл во втором матче третьего раунда Кубка Англии против «Рединга».
12 марта 2009 года Гантер был передан в аренду футбольному клубу «Ноттингем Форест» до окончания сезона 2008—2009.

### «Ноттингем Форест»
17 июля 2009 года представители «Тоттенхэм Хотспур» согласовали переход Гантера в клуб «Ноттингем Форест» за трансферную сумму в 1,75 миллиона фунтов стерлингов. 20 июля 2009 года состоялось подписание четырёхлетнего контракта Криса с новым клубом.

### «Рединг»
17 июля 2012 года подписал трехлетний контракт с клубом «Рединг».

### «Чарльтон Атлетик»
8 октября 2020 года подписал двухлетний контракт с клубом «Чарльтон Атлетик».

## Карьера в сборной
Гантер начал играть в составах юниорских и молодёжных сборных Уэльса с сезона 2003/04.
Свою карьеру в национальной сборной Уэльса Крис начал в игре против сборной Новой Зеландии 26 мая 2007 года в Рексеме, став таким образом самым молодым игроком главной сборной среди футболистов Кардиффа. В рамках отборочного цикла к Чемпионату Европы 2008 года Гантер играл на позиции левого защитника, проведя два впечатляющих матча против Ирландии и Германии, закончившихся со счётом 2-2 и 0-0 соответственно. В 2016 году принял участие на Чемпионате Европы во Франции, где его команда вышла из группы с 1-го места.
В ноябре 2018 года сыграл свой 93-й матч в составе сборной Уэльса в матче против сборной Албании и стал рекордсменом национальной сборной по количеству сыгранных матчей, побив рекорд бывшего голкипера команды Невилла Саутолла (92), который держался с 1997 года.
27 марта 2021 года провёл свой 100-й матч за сборную Уэльса в домашнем товарищеском матче против сборной Мексики (1:0), выйдя в стартовом составе и отыграв все 90 минут. Он стал первым в истории игроком сборной Уэльса, который сыграл 100-й матчей за национальную команду.

## Рекорды
- Рекордсмен по матчам за сборную Уэльса: 109